# Melitaea magnalpina
Melitaea magnalpina är en fjärilsart som beskrevs av Felix Bryk 1940. Melitaea magnalpina ingår i släktet Melitaea och familjen praktfjärilar. Inga underarter finns listade i Catalogue of Life.